# Elof Skragge
Elof Skragge, latiniserat Elavus Andreæ Skragge, född 21 september 1617 i Grava socken, Värmlands län, död 23 augusti 1692 i Hedemora, var en svensk präst. Han blev student vid Uppsala universitet 1644, prästvigd 1653 och filosofie magister 1655. Han innehade tjänster som hovpredikant hos riksmarskalken Gabriel Oxenstierna 1653 och hos drottning Hedvig Eleonora 1551. Han blev kyrkoherde i Mora socken 1664 och var sedan prost över hela Österdalarna. Han blev sedan kyrkoherde i Hedemora församling och verkade där till 1691.
Elof Skragge var gift två gånger och hade fyra söner och en dotter i det första äktenskapet. Två av sönerna var Samuel Skragge, adlad Skraggenstierna, som var Karl XII:s livläkare i Turkiet och Gabriel Skragge, professor i Dorpat och generalsuperintendent i Livland.
Elof Skragge är i modern tid känd för sin beskrivning av trolldomsprocesserna i Mora 1669, utgiven på 1800-talet av Carl Gustaf Kröningssvärd.